# 未解決的語言學問題
尚未解決的語言學問題（List of unsolved problems in linguistics）列舉了語言學中十分關鍵但仍待解決的諸多問題，內容如下。
以下所示問題中，既有目前已被公認無解的問題，也有已解但目前仍存較大爭議的問題。

## 概念
- 詞是否有全球統一的定義？
- 句是否有全球統一的定義？
- 是否有全球統一的語法範疇？
- 詞中的元素（語素）與句中的元素（句子成份）是否遵循相同的規則？
- 是否有一種統一的語言學規範（而非社會學規範）來區分同一方言連續體中，兩個相近的方言？
- 語法化是如何運作的？
- 是否有可能僅使用語言（而不是社會）的標準，在兩個密切相關的語言之間劃出一個明確的界限，並表現出各自的標準形式（如奧克語與加泰隆尼亞語）？
- 克里奧爾語（混成語）是如何形成的？
- 方言與個人方言是怎麼形成的？其發展有沒有共同的模式？其是否可在數量上和質量上進行測量？如果可以，該怎麼做？

## 語言
- 語言的起源和語音的起源。這是一個困擾了人們很多個世紀的問題。[1][2][3][4]

- 未分類的語言。世界上6000-7000種語言中，共有38種尚未被分類，另有45種被歸為孤立語言。[5]
- 未解读文字

## 語言心理學
- 語言的形成
  - 語法的形成[6]
- 语言习得
  - 爭論：嬰兒的語言習得、第一語言的習得：嬰兒是如何習得語言的？這是人類先天掌握的技能，還是後天與環境接觸後才掌握的？
  - 人類使用語言和文字的能力是與生具來的，還是後天習得的？
  - 語言學習區（英语：Language acquisition device）：人腦中有專門管理語言學習的區域嗎？
  - 為甚麼無論學習能力高低，人類對第二語習的掌握程度都幾乎不可能超越第一語言？
  - 動物與語言（英语：Animal language）：動物最多能掌握多少門語言？動物之間的交流與人類的語言有多少共通點？

## 翻譯
- 翻譯應該更注重甚麼，忠於原文還是通俗易懂？
- 是否有一種客觀的標準評價翻譯的品質？[7]